# Lalanirina Rakotoarisoa
Lalanirina Hasimbola Rakotoarisoa (ur. 9 lipca 1997) – madagaskarska zapaśniczka walcząca w stylu wolnym. Srebrna medalistka igrzysk Wysp Oceanu Indyjskiego w 2023. Czwarta na igrzyskach frankofońskich w 2023. Wicemistrzyni Afryki kadetów w 2012 roku.